# Brouchaud

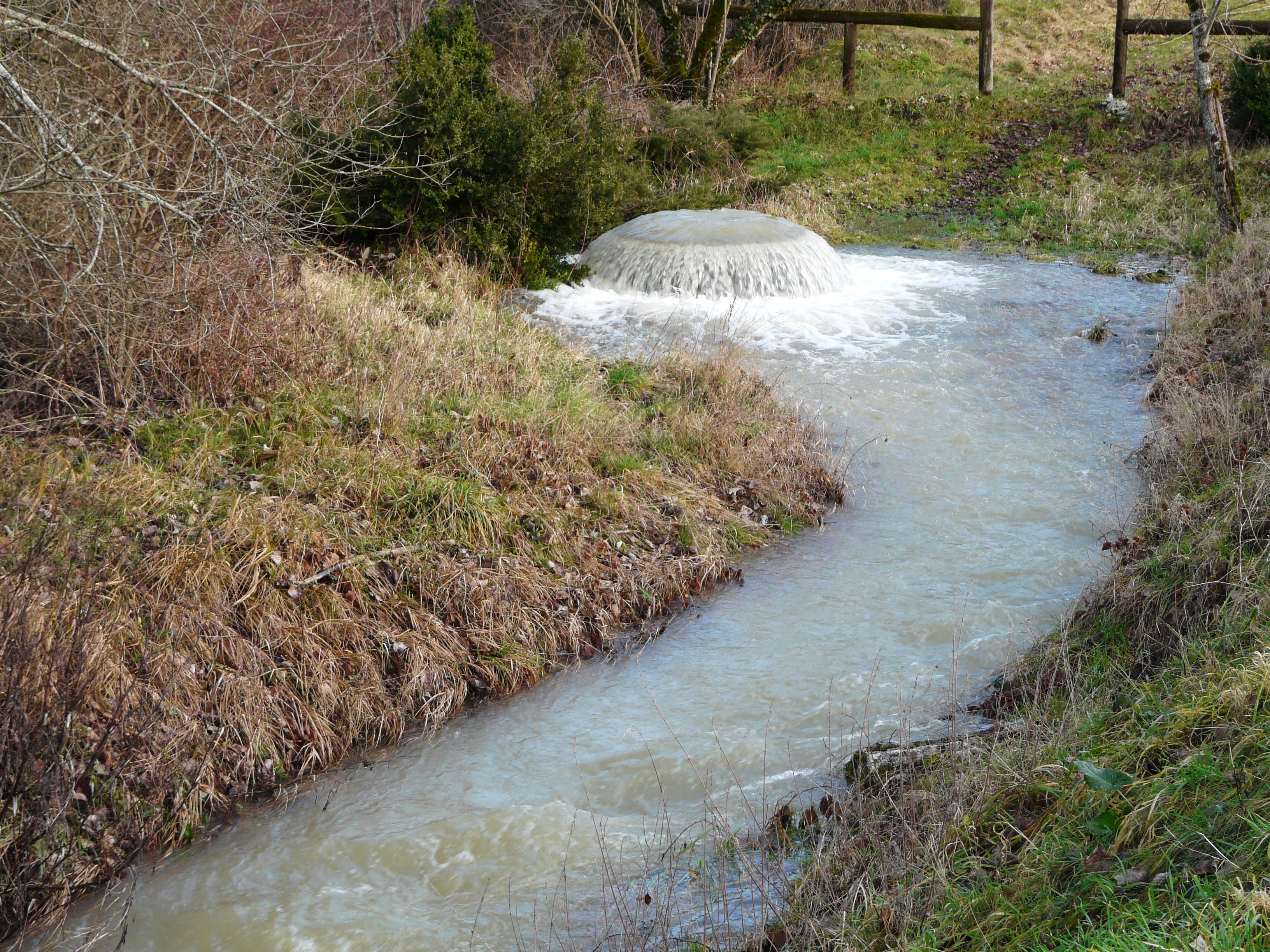
Broucaud – Quelle des Blâme

Brouchaud (okzitanisch Brochau) ist eine französische Gemeinde mit 217 Einwohnern (Stand 1. Januar 2022) im Département Dordogne in der Region Nouvelle-Aquitaine (vor 2016 Aquitaine). Sie gehört zum Arrondissement Nontron (bis 2017 Périgueux) und zum Kanton Isle-Loue-Auvézère. Die Gemeinde besteht aus dem gleichnamigen Ort sowie mehreren Weilern (hameaux) und Einzelgehöften (fermes).

## Lage und Klima
Der Ort Brouchaud liegt knapp 28 km (Fahrtstrecke) östlich von Périgueux bzw. ca. 89 km südwestlich von Limoges am Bach Blâme in einer Höhe von ca. 145 m. Das Klima ist gemäßigt; Regen (ca. 905 mm/Jahr) fällt übers Jahr verteilt.

## Geschichte
Ob der Ort bereits im Mittelalter existiert hat, ist unklar – Reste einer Abtei sind sichtbar, doch stammt die heutige Kirche erst aus dem 19. Jahrhundert.

### Bevölkerungsentwicklung
| Jahr      | 1800 | 1851 | 1901 | 1954 | 1999 | 2019 |
| Einwohner | 403  | 528  | 464  | 251  | 178  | 213  |

Der Bevölkerungsrückgang im 20. Jahrhundert ist im Wesentlichen auf die Mechanisierung der Landwirtschaft und die Aufgabe von bäuerlichen Kleinbetrieben zurückzuführen.

## Wirtschaft
Die Gemeinde ist immer noch in hohem Maße landwirtschaftlich orientiert, wobei auch die Viehzucht eine beträchtliche Rolle spielt. Im Ort selbst haben sich Handwerker und Kleindienstleister angesiedelt.

## Sehenswürdigkeiten
- Die im 19. Jahrhundert im neogotischen Stil erbaute Kirche Saint-Pierre-ès-Liens ist dem durch einen Engel aus dem Gefängnis befreiten Apostel Petrus geweiht. Kirchenschiff und Apsis sind aus Bruchsteinen gemauert; die Ecksteine sind exakt bearbeitet. Der Westturm ist mit Hausteinen verkleidet.
- Zwei Herrensitze (Manoir de Saint-Just und Manoir de la Gilardie) aus dem 17./18. Jahrhundert befinden sich in Privatbesitz.
- Nur nach starken oder lang anhaltenden Regenfällen sprudelt die ca. 1 km südlich des Ortes gelegene Quelle des Blâme (Puits de Bontemps) aus einer runden Einfassung. Höhlenforscher haben mehrere unterirdische Kavernen erforscht.
- In einem Wäldchen südlich des Ortsteils Prunerède befinden sich die Reste eines megalithischen Dolmens.